# Dionýsios Papagiannópoulos
Dionýsios Papagiannópoulos ou Pappagiannópoulos (grec moderne : Διονύσιος Παπαγιαννόπουλος), était un combattant et homme politique grec qui participa à la guerre d'indépendance grecque.
La famille Papagiannópoulos était originaire de la région de Gastouni. Dionýsios Papagiannópoulos participa aux combats contre l'expédition de Dramali Pacha dans le Péloponnèse. 
Il fut membre de la Gérousie du Péloponnèse en 1823 et fut élu de sa région natale à l'assemblée nationale d'Astros en 1824.

### Sources
- (el) Phótios Chrysanthópoulos, Βίοι Πελοποννησίων ανδρών και των εξώθεν εις την Πελοπόννησον ελθόντων κληρικών, στρατιωτικών και πολιτικών των αγωνισαμένων τον αγώνα της επαναστάσεως, Athènes, Stávros Andrópoulos,‎ 1888, 335 p. (lire en ligne).
- (el) Parlement grec, Μητρώο Πληρεξουσίων, Γερουσαστών και Βουλευτών. 1822-1935, Athènes, Parlement grec,‎ 1986, 159 p. (lire en ligne) [PDF]